# 괴산 읍내리 은행나무
괴산 읍내리 은행나무는 충청북도 괴산군 청안면 읍내리에 있는 은행나무이다. 대한민국의 천연기념물 제165호로 지정되어 있다.

## 현재 천연기념물로 지정되어 있는 은행나무
| 호수 | 품목                 | 지정(등록)일 | 소재지                                                         | 소유자(소유단체)                | 관리자(관리단체) |
| ---- | -------------------- | ------------ | -------------------------------------------------------------- | ------------------------------- | ---------------- |
| 30   | 양평 용문사 은행나무 | 1962.12.07   | 경기 양평군 용문면 신점리 626-1번지                            | 대한불교조계종 용문사           | 양평군           |
| 59   | 서울 문묘 은행나무   | 1962.12.07   | 서울특별시 종로구 성균관로 31 (명륜3가, 유림회관)              | 문화재청                        | 서울특별시       |
| 64   | 울주 구량리 은행나무 | 1962.12.07   | 울산 울주군 두서면 구량리 860번지                              | 울주군 외                       | 울주군           |
| 76   | 영월 하송리 은행나무 | 1962.12.07   | 강원 영월군 영월읍 하송리 190-4번지                            | 영월군                          | 영월군           |
| 84   | 금산 요광리 은행나무 | 1962.12.07   | 충남 금산군 추부면 요광리 329-8번지                            | 건설부 외                       | 금산군           |
| 165  | 괴산 읍내리 은행나무 | 1964.01.31   | 충북 괴산군 청안면 청안읍내로3길 8, (청안초등학교 내) (읍내리) | 충청북도교육감                  | 괴산군           |
| 166  | 강릉 장덕리 은행나무 | 1964.01.31   | 강원 강릉시 주문진읍 장덕리 643번지                            | 강릉시 외                       | 강릉시           |
| 167  | 원주 반계리 은행나무 | 1964.01.31   | 강원도 원주시 문막읍 반계리 1495-1번지                         | 원주시                          | 원주시           |
| 175  | 안동 용계리 은행나무 | 1966.01.13   | 경북 안동시 길안면 용계리 744외 8필                            | 국토교통부                      | 안동시           |
| 223  | 영동 영국사 은행나무 | 1970.04.27   | 충북 영동군 양산면 누교리 1395-14번지                          | 국토교통부 외                   | 영동군           |
| 225  | 구미 농소리 은행나무 | 1970.06.03   | 경북 구미시 옥성면 이곡1길 10 (농소리)                         | 건설부 외                       | 구미시           |
| 300  | 금릉 조룡리 은행나무 | 1982.11.09   | 경북 김천시 대덕면 조룡리 51외 2필                             | 김녕김씨충의공파김천금릉종중 외 | 김천시           |
| 301  | 청도 대전리 은행나무 | 1982.11.09   | 경북 청도군 이서면 대전리 638외 2필                            | 농림수산부 외                   | 청도군           |
| 302  | 의령 세간리 은행나무 | 1982.11.09   | 경남 의령군 유곡면 세간리 808외 3필                            | 의령군 외                       | 의령군           |
| 303  | 화순 야사리 은행나무 | 1982.11.09   | 전남 화순군 이서면 야사리 182-1번지 4필                        | 건설부 외                       | 화순군           |
| 304  | 강화 볼음도 은행나무 | 1982.11.09   | 인천 강화군 서도면 볼음도리 산186번지 외 1필                   | 강화군                          | 강화군           |
| 320  | 부여 주암리 은행나무 | 1982.11.09   | 충남 부여군 내산면 주암리 148-1번지 4필                        | 부여군 외                       | 부여군           |
| 365  | 금산 보석사 은행나무 | 1990.08.02   | 충남 금산군 남이면 석동리 709번지                              | 대한불교조계종 보석사           | 금산군           |
| 385  | 강진 성동리 은행나무 | 1997.12.30   | 전남 강진군 병영면 성동리 70번지                               | 건설교통부 외                   | 강진군           |
| 402  | 청도 적천사 은행나무 | 1998.12.23   | 경북 청도군 청도읍 월곡안길 28-293 (원리)                      | 적천사 외                       | 청도군           |
| 406  | 함양 운곡리 은행나무 | 1999.04.06   | 경남 함양군 서하면 운곡리 779번지                              | 함양군 외                       | 함양군           |
| 482  | 담양 봉안리 은행나무 | 2007.08.09   | 전남 담양군 무정면 봉안리 술지마을 1043-3번지                  | 건설부 외                       | 담양군           |
| 551  | 당진 면천 은행나무   | 2016.09.06   | 충청남도 당진시 동문1길 3 (면천면)                             | 충청남도교육청 외               | 당진시           |
| 562  | 인천 장수동 은행나무 | 2021.02.08   | 인천 남동구 장수동 63-6번지                                    | 충청남도교육청 외               | 남동구청         |